# Dana Tyrell
Dana Tyrell, född 23 april 1989, är en kanadensisk professionell ishockeyspelare som spelar för Columbus Blue Jackets i NHL. Han har tidigare spelat för Tampa Bay Lightning.
Han draftades i andra rundan i 2007 års draft av Tampa Bay Lightning som 47:e spelare totalt.